# Auclair (Québec)
Pour les articles homonymes, voir Auclair.
Auclair est une municipalité de moins de 500 habitants située dans la municipalité régionale de comté du Témiscouata dans la région administrative du Bas-Saint-Laurent au Québec (Canada).

## Toponymie
La municipalité d'Auclair reprend le nom du canton d'Auclair lui-même nommé en l'honneur du prêtre Étienne Auclair-Desnoyers, un missionnaire qui fut curé de Saint-Louis-de-Kamouraska de 1713 à 1748.

## Histoire
Le 28 avril 1917, le canton d'Auclair est proclamé officiellement.
En 1931, la mission de Saint-Émile est fondée. Les registres paroissiaux sont ouverts depuis le 13 janvier 1932. La même année, la première chapelle est construite. Le 6 juin 1941, la paroisse de Saint-Émile d'Auclair est érigée canoniquement. Le premier curé est Camille Lachance à partir de 1944. En 1954, la municipalité d'Auclair est créée.
En 2014, Auclair est l'une des localités organisatrices du Ve Congrès mondial acadien.

## Géographie
Auclair est situé sur le versant sud du fleuve Saint-Laurent à 315 km au nord-est de Québec et à 475 km à l'ouest de Gaspé tout près de la frontière avec le Nouveau-Brunswick. Les villes importantes près d'Auclair sont Rivière-du-Loup à 110 km à l'ouest, Trois-Pistoles à 80 km au nord et Edmundston à 60 km au sud au Nouveau-Brunswick. Auclair est situé sur la route 295 qui est accessible via la route 132 ou la route 296. Le territoire de la municipalité d'Auclair couvre une superficie de 106,66 km2.

## Démographie
| 1956 | 1961 | 1966 | 1971 | 1976 | 1981 | 1986 |
| ---- | ---- | ---- | ---- | ---- | ---- | ---- |
| 956  | 904  | 788  | 655  | 596  | 598  | 549  |

| 1991 | 1996 | 2001 | 2006 | 2011 | 2016 | 2021 |
| ---- | ---- | ---- | ---- | ---- | ---- | ---- |
| 531  | 546  | 520  | 510  | 444  | 448  | 447  |

Distribution de l'âge en 2006

Selon Statistiques Canada, la population d'Auclair était de 510 habitants en 2006. La tendance démographique des dernières années de la municipalité suit celle de l'Est du Québec, c'est-à-dire une décroissance. En effet, en 2001, la population était de 520 habitants. Cela correspond à un taux de décroissance de 1,2 % en cinq ans. L'âge médian de la population auclairoise est de 43 ans.
Le nombre total de logements privés dans le village est de 272. Cependant, seulement 210 de ces logements sont occupés par des résidents permanents. La majorité des logements d'Auclair sont des maisons individuelles.
Statistiques Canada ne recense aucun immigrant à Auclair. 100 % de la population d'Auclair a le français comme langue maternelle. 7,8 % de la population maitrise les deux langues officielles du Canada.
Le taux de chômage dans la municipalité était de 20 % en 2006. Le revenu médian des Auclairois est de 16 282 $ en 2005.
50 % de la population âgée de 15 ans et plus d'Auclair n'a aucun diplôme d'éducation. 37,2 % de cette population n'a que le diplôme d'études secondaires ou professionnelles. Il n'y a personne qui possède un diplôme universitaire à Auclair. Tous les habitants d'Auclair ont effectué leurs études à l'intérieur du Canada. Les deux domaines d'études principaux des Auclairois sont le « génie, l'architecture et services connexes » ainsi que le « commerce, la gestion et l'administration publique ».

## Économie
La municipalité d'Auclair, avec les municipalités de Saint-Juste-du-Lac et de Lejeune, a fondé une coopérative de développement agro-forestier dans la région du Témiscouata se nommant JAL.

## Administration
Les élections municipales ont lieu tous les quatre ans et s'effectuent en bloc sans division territoriale
. Le conseil municipal est composé d'un maire et de six conseillers.
| Auclair Maires depuis 2001                                                                                           |                  |         |          |
| Élection | Maire            | Qualité | Résultat |
| 2001 | Doris Lévesque   |         | Voir     |
| 2005 | Jean-Guy Robert  |         | Voir     |
| 2009 | Nathalie Belzile |         | Voir     |
| 2013 | Bruno Bonesso    |         | Voir     |
| 2017 | Bruno Bonesso    | Voir    |          |
| 2021 | Bruno Bonesso    | Voir    |          |
| Élection partielle en italique Depuis 2005, les élections sont simultanées dans toutes les municipalités québécoises |                  |         |          |

De plus, Sébastien Bourgault est le directeur-général, le secrétaire-trésorier, le coordinateur des mesures d'urgence et le responsable des communications de la municipalité.

## Religion
La paroisse catholique Saint-Émile d’Auclair fait partie de l'archidiocèse de Rimouski.

## Tourisme
Auclair est l'hôte de l'Économusée de l'érable qui se spécialise en boissons alcoolisées à base d'érable, nommé "Domaine Acer".